# Martin Kusch
Martin Kusch (Leverkusen, 19 oktober 1959) is een Duits filosoof en socioloog, die zich vooral bezighoudt met epistemologie en wetenschapssociologie. Hij is ook gespecialiseerd in de geschiedenis van Duits-Oostenrijkse 19e-eeuwse filosofie, voornamelijk met betrekking tot debatten rond het ontstaan van de psychologie, psychologisme en relativisme.
Hij is vooral geïnspireerd door de zogenaamde Edinburgh-school binnen de wetenschapssociologie, met onder meer David Bloor en Barry Barnes als vertegenwoordigers.